# Jyväskylän Jalkapalloklubi 2016

## Stagione
Nella stagione 2016 il JJK ha disputato l'Ykkönen, seconda serie del campionato finlandese di calcio, terminando il torneo al primo posto con 52 punti conquistati in 27 giornate, frutto di 16 vittorie, 4 pareggi e 7 sconfitte, venendo promosso in Veikkausliiga dopo tre stagioni in seconda serie. In Suomen Cup è sceso in campo a partire dal quarto turno, raggiungendo il sesto turno dove è stato eliminato dopo i tiri di rigore dal Jazz.

## Organico

### Rosa
| N. |                      | Ruolo | Calciatore       |
| -- | -------------------- | ----- | ---------------- |
| 1  | Finlandia (bandiera) | P     | Ville Viljala    |
| 2  | Finlandia (bandiera) | D     | Matti Lähitie    |
| 3  | Finlandia (bandiera) | D     | Joona Itkonen    |
| 4  | Camerun (bandiera)   | A     | Gael Etock       |
| 5  | Finlandia (bandiera) | C     | Mikko Manninen   |
| 6  | Finlandia (bandiera) | A     | Jasin Abahassine |
| 7  | Finlandia (bandiera) | C     | Saku Leppänen    |
| 8  | Finlandia (bandiera) | D     | Matti Kohonen    |
| 9  | Finlandia (bandiera) | A     | Topi Järvinen    |
| 10 | Finlandia (bandiera) | C     | Tommi Kari       |
| 11 | Finlandia (bandiera) | C     | Samu Suoraniemi  |
| 12 | Finlandia (bandiera) | D     | Antto Tapaninen  |
| 15 | Finlandia (bandiera) | A     | Toni Tahvanainen |

| N. |                      | Ruolo | Calciatore           |
| -- | -------------------- | ----- | -------------------- |
| 16 | Finlandia (bandiera) | D     | Niko Markkula        |
| 17 | Finlandia (bandiera) | C     | Iiro Järvinen        |
| 18 | Finlandia (bandiera) | D     | Honar Abdi           |
| 19 | Finlandia (bandiera) | C     | Benno Hanslian       |
| 20 | Finlandia (bandiera) | C     | Samu Nieminen        |
| 22 | Finlandia (bandiera) | P     | Teppo Marttinen      |
| 23 | Finlandia (bandiera) | C     | Arjan Goljahanpoor   |
| 24 | Finlandia (bandiera) | C     | Settyslas Loutelamio |
| 26 | Finlandia (bandiera) | D     | Severi Vielma        |
| 27 | Finlandia (bandiera) | A     | Aleksis Lehtonen     |
| 30 | Finlandia (bandiera) | P     | Severi Ikäheimo      |
| 51 | Finlandia (bandiera) | A     | Tomi Petrescu        |

## Statistiche

### Statistiche di squadra
| Competizione | Punti | In casa | In casa | In casa | In casa | In casa | In casa | In trasferta | In trasferta | In trasferta | In trasferta | In trasferta | In trasferta | Totale | Totale | Totale | Totale | Totale | Totale | DR  |
| Competizione | Punti | G       | V       | N       | P       | Gf      | Gs      | G            | V            | N            | P            | Gf           | Gs           | G      | V      | N      | P      | Gf     | Gs     | DR  |
| ------------ | ----- | ------- | ------- | ------- | ------- | ------- | ------- | ------------ | ------------ | ------------ | ------------ | ------------ | ------------ | ------ | ------ | ------ | ------ | ------ | ------ | --- |
| Ykkönen      | 52    | 14      | 10      | 1       | 3       | 28      | 14      | 13           | 6            | 3            | 4            | 21           | 24           | 27     | 16     | 4      | 7      | 49     | 38     | +11 |
| Suomen Cup   | -     | 2       | 1       | 1       | 0       | 6       | 3       | 1            | 1            | 0            | 0            | 5            | 0            | 3      | 2      | 1      | 0      | 11     | 3      | +8  |
| Totale       | -     | 16      | 11      | 2       | 3       | 34      | 17      | 14           | 7            | 3            | 4            | 26           | 24           | 30     | 18     | 5      | 7      | 60     | 41     | +19 |